# Élections européennes de 2014 au Royaume-Uni
Les élections européennes de 2014 ont eu lieu entre le 22 et le 25 mai selon les pays, et le jeudi 22 mai 2014 au Royaume-Uni. Ces élections étaient les premières depuis l'entrée en vigueur du traité de Lisbonne qui a renforcé les pouvoirs du Parlement européen et modifié la répartition des sièges entre les différents États-membres. Ainsi, les Britanniques élisent 73 députés européens au lieu de 72 précédemment.

## Contexte
Depuis les élections européennes de 2009, différents changements dans la délégation britannique ont eu lieu. Premièrement, un 73e siège a été alloué au Royaume-Uni, à la suite de l'entrée en vigueur du traité de Lisbonne en décembre 2011. Celui-ci a été accordé au Parti conservateur, et a donc permis à Anthea McIntyre de faire son entrée au Parlement européen. Deuxièmement, plusieurs eurodéputés ont quitté leur parti :
- Edward McMillan-Scott a quitté les conservateurs et a rejoint les libéraux-démocrates en mars 2010[1];
- Roger Helmer a quitté les conservateurs et a rejoint UKIP en mars 2012 ;
- David Campbell Bannerman et Marta Andreasen ont quitté UKIP et rejoint les conservateurs, respectivement en mai 2011[2] et en février 2013[3];
- Nikki Sinclaire a quitté UKIP et a créé son propre parti « Nous demandons un référendum »[4];
- Mike Nattrass a quitté UKIP et a créé son propre parti « Indépendance de l'Europe » en septembre 2013[5];
- Godfrey Bloom a quitté UKIP en septembre 2013 et siège à présent comme indépendant[6];
- Andrew Brons a quitté le BNP et a créé son propre parti, le Parti démocrate britannique.

Le pacte électoral entre les Conservateurs et le Parti unioniste d'Ulster en Irlande du Nord a été dissout.
| Parti | Parti                                                   | Parti européen | Groupe au PE | Sièges |
| ----- | ------------------------------------------------------- | -------------- | ------------ | ------ |
|       | Parti conservateur (Conservative)                       | ACRE           | CRE          | 26     |
|       | Parti travailliste (Labour)                             | PSE            | S&D          | 13     |
|       | Libéraux-démocrates (LibDems)                           | ALDE           | ADLE         | 12     |
|       | Parti pour l'indépendance du Royaume-Uni (UKIP)         |                | ELD          | 8      |
|       | Parti pour l'indépendance du Royaume-Uni (UKIP)         | Non-inscrits   | 1            |        |
|       | Parti vert de l'Angleterre et du pays de Galles (Green) | PVE            | Verts/ALE    | 2      |
|       | Parti national écossais (SNP)                           | ALE            | Verts/ALE    | 2      |
|       | Plaid Cymru (PC)                                        | ALE            | Verts/ALE    | 1      |
|       | Sinn Féin (SF)                                          |                | GUE/NGL      | 1      |
|       | Parti unioniste d'Ulster (UUP)                          | ACRE           | CRE          | 1      |
|       | Parti national britannique (BNP)                        | AEMN           | Non-inscrits | 1      |
|       | Parti unioniste démocrate (DUP)                         |                | Non-inscrits | 1      |
|       | Parti démocrate britannique (BDP)                       |                | Non-inscrits | 1      |
|       | Nous demandons un référendum (WDAR)                     |                | Non-inscrits | 1      |
|       | Indépendance de l'Europe                                |                | Non-inscrits | 1      |
|       | Indépendant                                             |                | Non-inscrits | 1      |

## Mode de scrutin
En Angleterre, en Écosse et au Pays de Galles, les eurodéputés sont élus au scrutin proportionnel de liste, et la répartition des sièges se fait selon la méthode d'Hondt, alors qu'en Irlande du Nord, il s'agit d'un scrutin à vote unique transférable.
Depuis 1999, les circonscriptions électorales sont basées sur les neuf régions d'Angleterre, l'Écosse, l'Irlande du Nord et le Pays de Galles, soit 12 circonscriptions.
| Circonscription          | 2009 | 2014 | Évolution |
| ------------------------ | ---- | ---- | --------- |
| Angleterre de l'Est      | 7    | 7    | 0         |
| Angleterre du Nord-Est   | 3    | 3    | 0         |
| Angleterre du Nord-Ouest | 8    | 8    | 0         |
| Angleterre du Sud-Est    | 10   | 10   | 0         |
| Angleterre du Sud-Ouest  | 6    | 6    | 0         |
| Londres                  | 8    | 8    | 0         |
| East Midlands            | 5    | 5    | 0         |
| West Midlands            | 6    | 7    | + 1       |
| Yorkshire et Humber      | 6    | 6    | 0         |
| Écosse                   | 6    | 6    | 0         |
| Irlande du Nord          | 3    | 3    | 0         |
| Pays de Galles           | 4    | 4    | 0         |

La circonscription d'Angleterre du Sud-Ouest comprend également Gibraltar, seul territoire britannique d'outre-mer faisant partie de l'Union européenne.

## Campagne

### Têtes de listes
| Parti | Parti                                           | Angleterre de l'Est | Angleterre du Nord-Est | Angleterre du Nord-Ouest | Angleterre du Sud-Est | Angleterre du Sud-Ouest | Londres           | East Midlands     | West Midlands    | Yorkshire et Humber   |
| ----- | ----------------------------------------------- | ------------------- | ---------------------- | ------------------------ | --------------------- | ----------------------- | ----------------- | ----------------- | ---------------- | --------------------- |
|       | Parti travailliste                              | Richard Howitt      | Judith Kirton-Darling  | Theresa Griffin          | Anneliese Dodds       | Clare Moddy             | Claude Moraes     | Glenis Willmott   | Neena Gill       | Linda McAvan          |
|       | Parti conservateur                              | Vicky Ford          | Martin Callanan        | Jacqueline Foster        | Daniel Hannan         | Ashley Fox              | Syed Kamall       | Emma McClarkin    | Philip Bradbourn | Timothy Kirkhope      |
|       | Parti pour l'indépendance du Royaume-Uni        | Patrick O'Flynn     | Jonathan Arnott        | Paul Nuttall             | Nigel Farage          | William Dartmouth       | Gerard Batten     | Roger Helmer      | Jill Seymour     | Jane Collins          |
|       | Libéraux-démocrates                             | Andrew Duff         | Angelika Schneider     | Chris Davies             | Catherine Bearder     | Graham Watson           | Sarah Ludford     | Bill Newton Dunn  | Phil Bennion     | Edward McMillan-Scott |
|       | Parti vert de l'Angleterre et du pays de Galles | Rupert Read         | Shirley Ford           | Peter Cranie             | Molly Scott Cato      | Keith Taylor            | Jean Lambert      | Katharina Boettge | Will Duckworth   | Andrew Cooper         |
|       | Parti national britannique                      | Richard Perry       | Martin Vaughan         | Nick Griffin             | John Robinson         | Adrian Romilly          | Stephen Squire    | Cathy Duffy       | Michael Coleman  | Marlene Guest         |
|       | Indépendance de l'Europe                        | Paul Wiffen         | Sherri Forbes          | Helen Bashford           | Laurence Stassen      | David Smith             | Patrick Burns     | Chris Pain        | Mike Nattrass    | Christopher Booth     |
|       | Démocrates anglais                              | Robin Tilbrook      | Kevin Riddiough        | Stephen Morris           | Steve Uncles          | Alan England            | Jenny Knight      | Kevin Sills       | Derek Hilling    | Chris Beverley        |
|       | No2EU                                           | Brian Denny         |                        | Roger Bannister          |                       |                         | Edward Dempsey    |                   | Dave Nellist     | Trevor Howard         |
|       | Parti de l'harmonie                             |                     |                        |                          | Terry Leach           |                         | David Vincent     |                   |                  |                       |
|       | Alliance des peuples chrétiens                  | Carl Clark          |                        |                          | Norman Burnett        |                         | Sid Cordle        |                   |                  |                       |
|       | Parti socialiste de Grande-Bretagne             |                     |                        |                          |                       | Dave Chesham            |                   |                   |                  |                       |
|       | Nous demandons un référendum                    |                     |                        |                          |                       |                         |                   |                   | Nikki Sinclaire  |                       |
|       | Liberté GB                                      |                     |                        |                          | Paul Weston           |                         |                   |                   |                  |                       |
|       | Parti d'action de santé publique                |                     |                        |                          |                       |                         | Louise Irvine     |                   |                  |                       |
|       | Parti de la paix                                |                     |                        |                          | John Morris           |                         |                   |                   |                  |                       |
|       | Ta voix                                         |                     |                        |                          | Julian James          |                         |                   |                   |                  |                       |
|       | Parti romain                                    |                     |                        |                          | Jean-Louis Pascual    |                         |                   |                   |                  |                       |
|       | Parti des 4 libertés                            |                     |                        |                          |                       |                         | Dirk Hazell       |                   |                  |                       |
|       | Parti du bien-être animal                       |                     |                        |                          |                       |                         | Vanessa Hudson    |                   |                  |                       |
|       | Communautés unies                               |                     |                        |                          |                       |                         | Kamran Malik      |                   |                  |                       |
|       | Parti des européens                             |                     |                        |                          |                       |                         | Tommy Tomescu     |                   |                  |                       |
|       | Parti national libéral                          |                     |                        |                          |                       |                         | Graham Williamson |                   |                  |                       |
|       | Parti de l'égalité socialiste                   |                     |                        | Chris Marsden            |                       |                         |                   |                   |                  |                       |
|       | Yorkshire d'abord                               |                     |                        |                          |                       |                         |                   |                   |                  | Stewart Arnold        |

| Parti | Parti                                    | Tête de liste    |
| ----- | ---------------------------------------- | ---------------- |
|       | Parti national écossais                  | Ian Hudghton     |
|       | Parti travailliste                       | David Martin     |
|       | Parti conservateur                       | Ian Duncan       |
|       | Libéraux-démocrates                      | George Lyon      |
|       | Parti vert écossais                      | Maggie Chapman   |
|       | Parti pour l'indépendance du Royaume-Uni | David Coburn     |
|       | Parti national britannique               | Kenneth McDonald |
|       | Grande-Bretagne d'abord                  | James Dowson     |
|       | No2EU                                    | John Foster      |

| Parti | Parti                                           | Tête de liste    |
| ----- | ----------------------------------------------- | ---------------- |
|       | Parti travailliste                              | Derek Vaughan    |
|       | Plaid Cymru                                     | Jill Evans       |
|       | Parti conservateur                              | Kay Swinburne    |
|       | Libéraux-démocrates                             | Alec Dauncey     |
|       | Parti pour l'indépendance du Royaume-Uni        | Nathan Gill      |
|       | Parti vert de l'Angleterre et du pays de Galles | Pippa Bartolotti |
|       | Parti national britannique                      | Mike Whitby      |
|       | Grande-Bretagne d'abord                         | Paul Golding     |
|       | No2EU                                           | Robert Griffiths |
|       | Parti socialiste de Grande-Bretagne             | Brian Johnson    |
|       | Parti travailliste socialiste                   | Andrew Jordan    |

| Parti | Parti                                    | Candidat         |
| ----- | ---------------------------------------- | ---------------- |
|       | Sinn Féin                                | Martina Anderson |
|       | Parti unioniste démocrate                | Diane Dodds      |
|       | Parti unioniste d'Ulster                 | Jim Nicholson    |
|       | Parti pour l'indépendance du Royaume-Uni | Henry Reilly     |
|       | Voix unioniste traditionnelle            | Jim Allister     |
|       | Parti de l'Alliance d'Irlande du Nord    | Anna Lo          |
|       | Parti social-démocrate et travailliste   | Alex Attwood     |
|       | Parti conservateur                       | Mark Brotherston |
|       | Parti vert                               | Ross Brown       |
|       | NI21                                     | Tina McKenzie    |

### Sondages

#### Grande-Bretagne
| Date                 | Institut  | Labour | UKIP   | Tories | LibDems | Green | SNP   | PC    | BNP   | Autres |
| -------------------- | --------- | ------ | ------ | ------ | ------- | ----- | ----- | ----- | ----- | ------ |
| Date                 | Institut  |        |        |        |         |       |       |       |       |        |
| 20-21 mai 2014       | YouGov    | 26 %   | 27 %   | 22 %   | 9 %     | 10 %  | 3 %   | 3 %   | 1 %   | 3 %    |
| 18-19 mai 2014       | YouGov    | 28 %   | 24 %   | 21 %   | 10 %    | 12 %  | 3 %   | 3 %   | 1 %   | 1 %    |
| 15-16 mai 2014       | YouGov    | 27 %   | 26 %   | 23 %   | 9 %     | 9 %   | 3 %   | 3 %   | 1 %   | 1 %    |
| 9-12 mai 2014        | Opinium   | 28 %   | 30 %   | 22 %   | 7 %     | 4 %   | 1 %   | 5 %   | 2 %   | 2 %    |
| 9-11 mai 2014        | ICM       | 24 %   | 26 %   | 27 %   | 7 %     | 2 %   | 2 %   | 10 %  | -     | 3 %    |
| 9 mai 2014           | Survation | 28 %   | 32 %   | 21 %   | 9 %     | 3 %   | 2 %   | 5 %   | 0,5 % | 0,5 %  |
| 6-8 mai 2014         | Opinium   | 27 %   | 38 %   | 23 %   | 8 %     | 3 %   | 1 %   | 5 %   | 3 %   | 2 %    |
| 28 avr.-6 mai 2014   | Survation | 25 %   | 31 %   | 23 %   | 9 %     | 3 %   | 3 %   | 8 %   | 1 %   | 2 %    |
| 2-3 mai 2014         | Survation | 28 %   | 31 %   | 24 %   | 7 %     | -     | -     | -     | -     | 10 %   |
| 1-2 mai 2014         | YouGov    | 28 %   | 29 %   | 22 %   | 7 %     | 8 %   | 3 %   | 3 %   | 1 %   | 1 %    |
| 30 avr.-1er mai 2014 | YouGov    | 26 %   | 29 %   | 23 %   | 10 %    | 7 %   | 3 %   | 3 %   | 1 %   | 1 %    |
| 30 avr.-1er mai 2014 | YouGov    | 30 %   | 27 %   | 22 %   | 9 %     | 8 %   | 3 %   | 3 %   | 1 %   | 1 %    |
| 27-30 avril 2014     | YouGov    | 29 %   | 28 %   | 22 %   | 9 %     | 8 %   | 3 %   | 3 %   | 1 %   | 1 %    |
| 24-25 avril 2014     | YouGov    | 28 %   | 31 %   | 19 %   | 9 %     | 8 %   | 3 %   | 3 %   | -     | 2 %    |
| 21-22 avril 2014     | YouGov    | 30 %   | 27 %   | 22 %   | 10 %    | 6 %   | 3 %   | 3 %   | 1 %   | 1 %    |
| 15-17 avril 2014     | ICM       | 30 %   | 27 %   | 22 %   | 8 %     | -     | -     | -     | -     | 13 %   |
| 11-13 avril 2014     | ICM       | 36 %   | 20 %   | 25 %   | 6 %     | 6 %   | 5 %   | 1 %   | -     | 1 %    |
| 3-7 avril 2014       | TNS       | 30 %   | 29 %   | 31 %   | 9 %     | -     | 3 %   | 1 %   | -     | 7 %    |
| 4-6 avril 2014       | Populus   | 31 %   | 25 %   | 27 %   | 10 %    | 3 %   | 3 %   | 1 %   | -     | 1 %    |
| 3-4 avril 2014       | Yougov    | 30 %   | 28 %   | 22 %   | 9 %     | 5 %   | 4 %   | 4 %   | 0 %   | 1 %    |
| 4 avril 2014         | Survation | 33,9 % | 26,6 % | 21,4 % | 9 %     | 2,9 % | 4,5 % | 0,5 % | 0,7 % | 0,5 %  |
| 2-3 avril 2014       | ComRes    | 30 %   | 30 %   | 22 %   | 8 %     | 3 %   | 4 %   | 1 %   | 2 %   | 1 %    |
| 27-28 mars 2014      | YouGov    | 32 %   | 23 %   | 24 %   | 11 %    | 5 %   | 3 %   | -     | 1 %   | 1 %    |
| 17-18 mars 2014      | YouGov    | 32 %   | 24 %   | 23 %   | 10 %    | 5 %   | 4 %   | -     | 1 %   | 1 %    |
| 12-13 mars 2014      | ComRes    | 28 %   | 30 %   | 21 %   | 8 %     | 6 %   | -     | -     | -     | 7 %    |
| 7-9 février 2014     | ICM       | 35 %   | 20 %   | 25 %   | 9 %     | 7 %   | 3 %   | -     | -     | 1 %    |
| 15 janvier 2014      | YouGov    | 32 %   | 26 %   | 23 %   | 9 %     | 5 %   | 3 %   | 3 %   | 0 %   | 1 %    |
| 4 janvier 2014       | Survation | 32,1 % | 25,9 % | 23,2 % | 8,6 %   | 4,9 % | 3,2 % | 0,3 % | 0,9 % | 0,3 %  |
| 22 novembre 2013     | Survation | 31,7 % | 24,6 % | 23,7 % | 8,1 %   | 5,5 % | 1,9 % | 0,6 % | 3,5 % | 0,4 %  |
| 10 octobre 2013      | Survation | 35 %   | 22 %   | 21 %   | 11 %    | 4,9 % | 2,8 % | 1,7 % | 0,7 % | 0,2 %  |

#### Pays de Galles
| Date             | Institut                  | Labour   | UKIP     | Tories   | PC   | LibDems | Autres |
| ---------------- | ------------------------- | -------- | -------- | -------- | ---- | ------- | ------ |
| Date             | Institut                  |          |          |          |      |         |        |
| 12-14 mai 2014   | YouGov                    | 39 % (2) | 23 % (1) | 16 % (1) | 15 % | 7 %     | 7 %    |
| 11-22 avril 2014 | YouGov/Cardiff University | 39 % (2) | 20 % (1) | 18 % (1) | 11 % | 7 %     | 6 %    |
| février 2014     | YouGov                    | 39 % (2) | 18 % (1) | 17 % (1) | 12 % | 7 %     | 7 %    |
| décembre 2013    | YouGov                    | 41 % (3) | 13 %     | 20 % (1) | 13 % | 9 %     | 4 %    |

#### Écosse
| Date               | Institut  | SNP      | Labour   | Tories   | UKIP     | LibDems | Green | Autres |
| ------------------ | --------- | -------- | -------- | -------- | -------- | ------- | ----- | ------ |
| Date               | Institut  |          |          |          |          |         |       |        |
| 12-15 mai 2014     | ICM       | 36 % (3) | 27 % (2) | 13 % (1) | 9 %      | 7 %     | 7 %   | 1 %    |
| 11-22 avril 2014   | YouGov    | 33 % (3) | 31 % (2) | 12 % (1) | 10 %     | 7 %     | 6 %   | 1 %    |
| 14-16 avril 2014   | ICM       | 37 % (2) | 28 % (2) | 11 % (1) | 10 % (1) | 7 %     | 4 %   | 1 %    |
| 4-7 avril 2014     | Survation | 39 % (3) | 30 % (2) | 14 % (1) | 7 %      | 6 %     | 4 %   | 1 %    |
| 17-21 mars 2014    | ICM       | 41 % (3) | 29 % (2) | 13 % (1) | 6 %      | 5 %     | 4 %   | 2 %    |
| 21-24 janvier 2014 | ICM       | 43 % (3) | 24 % (2) | 14 % (1) | 7 %      | 6 %     | 4 %   | 2 %    |

#### Londres
| Date             | Institut  | Tories     | Labour   | LibDems  | Green | UKIP     | Autres |
| ---------------- | --------- | ---------- | -------- | -------- | ----- | -------- | ------ |
| Date             | Institut  |            |          |          |       |          |        |
| 6-8 mai 2014     | YouGov    | 23 % % (2) | 37 % (4) | 9 %      | 9 %   | 21 % (2) | 1 %    |
| 28-29 avril 2014 | Survation | 21 % % (2) | 39 % (3) | 13 % (1) | 7 %   | 20 % (2) | 1 %    |
| 17-21 mars 2014  | Yougov    | 25 % % (2) | 33 % (3) | 11 % (1) | 5 %   | 24 % (2) | 3 %    |

#### Irlande du Nord
| Date          | Institut  | SF     | DUP    | SDLP   | UUP    | TUV   | Alliance | NI21  | GP    | UKIP  | Tories |
| ------------- | --------- | ------ | ------ | ------ | ------ | ----- | -------- | ----- | ----- | ----- | ------ |
| Date          | Institut  |        |        |        |        |       |          |       |       |       |        |
| 30 avril 2014 | LucidTalk | 26,2 % | 20,8 % | 16,7 % | 14,2 % | 7,8 % | 5,9 %    | 3,2 % | 2,3 % | 2,1 % | 0,8 %  |

### Thèmes
Le 20 février, le vice-premier ministre Nick Clegg a appelé le leader de UKIP, Nigel Farage, à débattre publiquement de l'appartenance du Royaume-Uni à l'Union européenne, positionnant son parti comme le fer de lance du maintien du pays dans l'UE, en opposition totale alors avec UKIP. Cette proposition de débat a ensuite été acceptée par Farage, demandant néanmoins que Ed Miliband et David Cameron, respectivement dirigeant du Labour, et premier ministre et dirigeant des conservateurs, participent à ce débat. Ainsi, le premier débat s'est tenu entre ces deux premiers hommes le 26 mars et a été diffusé sur la chaîne télévisée Sky News, et un second débat a eu lieu le 2 avril sur la BBC. À la suite du premier débat, un sondage de l'institut YouGov auprès de 1 003 électeurs a désigné à 57 % Nigel Farage comme vainqueur. Lors du second débat, Nigel Farage aurait vaincu son rival selon 68 % des électeurs interrogés par YouGov et 69 % de ceux interrogés par le Guardian.

## Résultats
| ← Élections au Parlement européen de 2014 |                                                 |            |        |               |        |               |              |
| Parti politique ou coalition              | Parti politique ou coalition                    | Voix       | Voix   | Voix          | Sièges | Sièges        | Groupe au PE |
| Parti politique ou coalition              | Parti politique ou coalition                    | #          | %      | +/-           | #      | +/-           | Groupe au PE |
|                                           | Parti pour l'indépendance du Royaume-Uni        | 4 376 635  | 26,60  | + 10,61       | 24     | + 11          | ELDD         |
|                                           | Parti travailliste                              | 4 020 646  | 24,43  | + 9,19        | 20     | + 7           | S&D          |
|                                           | Parti conservateur                              | 3 792 549  | 23,05  | - 3,83        | 19     | - 6           | CRE          |
|                                           | Parti vert de l'Angleterre et du pays de Galles | 1 136 670  | 6,91   | - 0,92        | 3      | + 1           | Verts/ALE    |
|                                           | Libéraux-démocrates                             | 1 087 633  | 6,61   | - 6,71        | 1      | - 10          | ADLE         |
|                                           | Parti national écossais                         | 389 503    | 2,37   | + 0,31        | 2      | en stagnation | Verts/ALE    |
|                                           | Indépendance de l'Europe                        | 235 124    | 1,43   | N/A           | 0      | N/A           |              |
|                                           | Parti national britannique                      | 179 694    | 1,09   | - 4,95        | 0      | - 2           |              |
|                                           | Sinn Féin                                       | 159 813    | 0,97   | + 0,16        | 1      | en stagnation | GUE/NGL      |
|                                           | Parti unioniste démocrate                       | 131 163    | 0,80   | + 0,23        | 1      | en stagnation | Non-inscrits |
|                                           | Démocrates anglais                              | 126 024    | 0,77   | - 1,03        | 0      | en stagnation |              |
|                                           | Plaid Cymru                                     | 111 864    | 0,68   | - 0,13        | 1      | en stagnation | Verts/ALE    |
|                                           | Parti vert écossais                             | 108 305    | 0,66   | + 0,64        | 0      | en stagnation |              |
|                                           | Parti unioniste d'Ulster                        | 83 438     | 0,51   | - 0,02        | 1      | en stagnation | CRE          |
|                                           | Parti social-démocrate et travailliste          | 81 594     | 0,50   | - 0,01        | 0      | en stagnation |              |
|                                           | Voix unioniste traditionnelle                   | 75 806     | 0,46   | + 0,04        | 0      | en stagnation |              |
|                                           | Alliance des peuples chrétiens                  | 50 222     | 0,31   | - 1,29        | 0      | en stagnation |              |
|                                           | Parti de l'Alliance d'Irlande du Nord           | 44 432     | 0,27   | + 0,10        | 0      | en stagnation |              |
|                                           | No2EU                                           | 31 757     | 0,19   | - 0,79        | 0      | en stagnation |              |
|                                           | Parti des 4 libertés                            | 28 014     | 0,17   | N/A           | 0      | N/A           |              |
|                                           | Nous demandons un référendum                    | 23 426     | 0,14   | N/A           | 0      | N/A           |              |
|                                           | Parti d'action de santé publique                | 23 253     | 0,14   | N/A           | 0      | N/A           |              |
|                                           | Parti du bien-être animal                       | 21 092     | 0,13   | + 0,04        | 0      | en stagnation |              |
|                                           | Grande-Bretagne d'abord                         | 20 272     | 0,12   | N/A           | 0      | N/A           |              |
|                                           | Yorkshire d'abord                               | 19 017     | 0,12   | N/A           | 0      | N/A           |              |
|                                           | Parti des européens                             | 10 712     | 0,07   | N/A           | 0      | N/A           |              |
|                                           | Parti vert                                      | 10 598     | 0,06   | - 0,04        | 0      | en stagnation |              |
|                                           | NI21                                            | 10 553     | 0,06   | N/A           | 0      | N/A           |              |
|                                           | Parti de la paix                                | 10 130     | 0,06   | en stagnation | 0      | en stagnation |              |
|                                           | Autres                                          | 55 011     | 0,33   | - 3,36        | 0      | en stagnation |              |
|                                           |                                                 |            |        |               |        |               |              |
| Inscrits                                  | Inscrits                                        | 48 393 571 | 100,00 |               |        |               |              |
| Votants                                   | Votants                                         | 16 545 762 | 34,19  |               |        |               |              |
| Exprimés                                  | Exprimés                                        | 16 454 950 | 99,45  |               |        |               |              |

### Gibraltar
Depuis 2004, le territoire de Gibraltar appartient à la circonscription d'Angleterre du Sud-Ouest qui envoie sept députés au Parlement européen. Il n'y a pas de spécificité pour les électeurs ou le décompte de voix.
| Parti politique ou coalition | Parti politique ou coalition                    | Voix  | %    |
| ---------------------------- | ----------------------------------------------- | ----- | ---- |
|                              | Libéraux-démocrates                             | 4 822 | 67,2 |
|                              | Parti conservateur                              | 1 236 | 17,2 |
|                              | Parti travailliste                              | 659   | 9,2  |
|                              | Parti pour l'indépendance du Royaume-Uni        | 290   | 4,0  |
|                              | Parti vert de l'Angleterre et du pays de Galles | 84    | 1,2  |
|                              | Parti national britannique                      | 42    | 0,6  |
|                              | Démocrates anglais                              | 24    | 0,3  |
|                              | Indépendance de l'Europe                        | 23    | 0,3  |
| Total                        | Total                                           |       | 100  |